# Yared Zenabu
Yared Zenabu (Addis-Abeba, 22 de junho de 1989) é um futebolista profissional etíope que atua como defensor.

## Carreira
Yared Zenabu representou o elenco da Seleção Etíope de Futebol no Campeonato Africano das Nações de 2013.